# Sally Miller Gearhart
Sally Miller Gearhart (Pearisburg, 15 de abril de 1931 - Ukiah, 14 de julio de 2021) fue una profesora, feminista, escritora de ciencia ficción y activista política estadounidense. En 1973, se convirtió en la primera lesbiana declarada en obtener un puesto docente permanente cuando fue contratada por la Universidad Estatal de San Francisco, donde ayudó a establecer uno de los primeros programas de estudio sobre mujeres y género en el país. Más tarde se convirtió en una activista por los derechos LGBT conocida a nivel nacional.

## Trayectoria
Nació en Pearisburg, Virginia, en 1931, y era hija de Sarah Miller Gearhard y Kyle Montague Gearhart. Su madre era secretaria y su padre dentista. Después de que la pareja se divorció a principios de su infancia, Se mudó al internado de su abuela materna. Allí, experimentó camaradería femenina y desarrolló una admiración por "la fuerza colectiva de las mujeres".
Gearhart asistió a una institución exclusivamente para mujeres, Sweet Briar College, cerca de Lynchburg, Virginia. En 1952, se licenció en Arte Dramático e Inglés. En la Universidad Estatal de Bowling Green, obtuvo una maestría en teatro y megafonía en 1953. Continuó en la Universidad de Illinois en Urbana-Champaign, donde se doctoró en teatro en 1956, con la intención de seguir una vida académica.
Gearhart comenzó a enseñar oratoria y teatro en la Universidad Estatal Stephen F. Austin en Nacogdoches, Texas, y luego se mudó al Texas Lutheran College (ahora Universidad) en Seguin, Texas. En ambas posiciones, Gearhart vivió en el armario y ocultó su verdadera identidad sexual para encajar con la cultura de las escuelas. Como profesora, era increíblemente popular y solicitada, pero su vida personal estaba llena de las dificultades debido a su condición sexual oculta. Se vio sujeta a intentos de chantaje y, como resultado, negó públicamente su sexualidad.
En 1969, Gearhart siguió a un amante a Kansas. Al año siguiente, se mudó a San Francisco sin ningún plan aparte de su determinación de vivir abiertamente como lesbiana.
En 1973, Gearhart trabajaba en la Universidad Estatal de San Francisco, donde pasó de enseñar oratoria a enseñar estudios de la mujer. Allí pudo desarrollar uno de los primeros programas de estudios sobre mujeres y género en Estados Unidos. Con su ayuda, la universidad fue la primera en desarrollar un curso sobre roles y comunicaciones sexuales. Continuó en la Universidad Estatal de San Francisco hasta su jubilación en 1992.
Después de que Gearhart fuera titular del estado de San Francisco, luchó por causas feministas radicales.
En 1978, Gearhart luchó junto a Harvey Milk, uno de los primeros políticos abiertamente homosexuales en Estados Unidos, para derrocar la Proposición 6 de California, conocida como la Iniciativa Briggs. Gearhart debatió con John Briggs, atacando la iniciativa de prohibir a los homosexuales ocupar puestos académicos en las escuelas públicas. Un clip del debate apareció en el documental Los tiempos de Harvey Milk, que también incluía a Gearhart hablando sobre trabajar con Milk contra la Proposición 6 y las reacciones en San Francisco tras el asesinato de Milk.
A mediados de la década de 1970, Gearhart fue copresidenta del Consejo sobre la Religión y los Homosexuales. Esta organización ofreció una variedad de conferencias y literatura para educar a los seguidores sobre la tradición judeocristiana. También educó a los legisladores sobre los estilos de vida de las personas lesbianas, gays, bisexuales y transgénero.
Gearhart también apareció en varios documentales, incluido Word Is Out: Stories of Some of Our Lives, estrenado en 1977, y "Last Call at Maud's", estrenado en 1993. Apareció brevemente en el cortometraje de 1975 de Barbara Hammer "Superdyke".[cita requerida]
A lo largo de su carrera, Gearhart luchó por los derechos de los animales y se involucró con causas ecológicas y en el movimiento de espiritualidad de las mujeres. Se autodenominó "una activista política en recuperación".
Mientras vivía en San Francisco, Gearhart comenzó a escribir novelas y cuentos feministas de ciencia ficción que destacaban sus ideales utópicos para una audiencia lesbiana más amplia. En 1978 se publicó su novela más famosa, The Wanderground, que explora temas de ecofeminismo y separatismo lésbico. Escribió dos libros como parte de la trilogía Earthkeep, The Kanshou, publicado en 2002, y The Magister, publicado en 2003. Ambas historias exploran un mundo distópico donde las mujeres superan en número a los hombres y los humanos son los únicos seres en el planeta.
En 1976, Gearhart coescribió A Feminist Tarot con Susan Rennie. Fue publicado por Persephone Press y utilizó imágenes del tarot Rider-Waite. Este libro fue uno de varios libros de adivinación del tarot en el mercado que intentaban encontrar significados alternativos dentro de la simbología, el más famoso de los cuales es probablemente Motherpeace. Inusual para una obra de espiritualidad feminista en una época de adoración a la diosa, este libro reinterpretó y subvirtió los significados declarados de la baraja Rider Waite Smith.[cita requerida]
También coescribió un libro titulado Loving Women/Loving Men: Gay Liberation and the Church, que estaba dirigido a las iglesias y comunidades cristianas conservadoras que prohibían la comunión entre homosexuales. Aunque nunca abrazó completamente la fe cristiana, Gearhart reconoció las partes de ella que eran significativas para sus propios ideales.

## Vida personal
Gearhart supo desde los diez años que no tendría hijos y en la universidad descubrió que era lesbiana. Leyó novelas lésbicas, pero las destruyó al principio de su carrera porque no quería que se revelara su identidad sexual.
Su compañera fue Jane Gurko, profesora asociada en la Universidad Estatal de San Francisco, hasta la muerte de esta última en 2010.
Gearhart pasó sus últimos años en Willits, un pequeño pueblo situado en el corazón del "país Redwood" del condado de Mendocino en el norte de California, antes de mudarse a una residencia de ancianos en la cercana Ukiah. Después de una larga enfermedad, murió en Ukiah el 14 de julio de 2021, a la edad de 90 años.

## Legado
El Fondo Sally Miller Gearhart para estudios lésbicos fue establecido por Carla Blumberg, una de las antiguas alumnas de Gearhart, en enero de 2008 en la Universidad de Oregon. Fue creado para promover la investigación y la enseñanza de los estudios lésbicos a través de una serie de conferencias anuales y una cátedra subvencionada en la universidad. La primera conferencia fue pronunciada por Arlene Stein de la Universidad Rutgers el 27 de mayo de 2009 y se tituló El mundo lésbico increíblemente menguante y otros enigmas queer.
Los documentos de Sally Miller Gearhart (1956-1999) se conservan en las colecciones especiales y archivos universitarios de las bibliotecas de la Universidad de Oregon.
Gearhart es una entrada en el libro parecido a un diccionario de 2003 The A to Z of the Lesbian Liberation Movement: Still the Rage, de JoAnne Myers.
Gearhart fue interpretada por Carrie Preston en la miniserie de 2017 When We Rise, que trataba sobre la evolución de la comunidad LGBT en San Francisco y el avance de los derechos civiles LGBT en Estados Unidos. En 2022 se estaba preparando un largometraje documental sobre Gearhart dirigido por la documentalista Deborah Craig.

## Obra
- Some Modern American Concepts of Tragic Drama as Revealed by the Critical Writings of Twentieth Century American Playwrights (1953)
- Aristotle and Modern Theorists on the Elements of Tragedy. (1956)[20]
- The Lesbian and God-the-Father, or, All the Church Needs Is a Good Lay ... On Its Side (1972)[21]
- Loving Women/Loving Men: Gay Liberation and the Church (1974)[10]
- A Feminist Tarot (1976)[10]
- The Wanderground (1978)[10]
- "The Sword and the Vessel Versus the Lake on the Lake" (1979)[2]
- "The Future – If There Is One – Is Female" (1981)[22]
- “Future Visions: Today’s Politics: Feminist Utopias in Review” (1994)[23]
- The Kanshou (2002)[24]
- The Magister (2003)[25]